# She's Gotta Have It (série de televisão)
She's Gotta Have It é uma série de televisão americana de comédia dramática criada por Spike Lee. É baseada no filme homônimo de 1986. Dez episódios de 30 minutos foram encomendados pela Netflix, todos dirigidos por Lee. A série estreou em 23 de novembro de 2017. Em 1 de janeiro de 2018, a série foi renovada para uma segunda temporada que estreou em 24 de maio de 2019.

## Elenco e personagens

### Principal
- DeWanda Wise como Nola Darling [6]
- Anthony Ramos como Mars Blackmon [7]
- Lyriq Bent como Jamie Overstreet [8]
- Cleo Anthony como Greer Childs [9]
- Margot Bingham como Clorinda "Clo" Bradford (temporada 2; temporada recorrente 1)
- Chyna Layne como Shemekka Epps [10] (temporada 2; temporada recorrente 1) [11]
- De'Adre Aziza como Raqueletta Moss (segunda temporada; temporada recorrente 1)

### Recorrente
- Ilfenesh Hadera como Opal Gilstrap [10]
- Kim diretor como Bianca Tate [12]
- Sydney Morton como Cheryl Overstreet [13]
- Elise Hudson como Rachel [14]
- Elvis Nolasco como Papo
- Heather Headley como o Dr. Jamison [15]
- Fat Joe como Winnie Win [16]
- Joie Lee como Septima
- James McCaffrey como Danton Phillips
- Thomas Jefferson Byrd como Stokely
- Craig MuMs Grant como Cash Jackson
- Nolan Gerard Funk como Andrew Goldling
- Wallace Shawn como Julius Kemper

## Música
A música "Black Girl Magic", de Chrisette Michele, foi tocada na série, no entanto, Lee a removeu depois de se apresentar na inauguração de Donald Trump .

## Episódios

### 1.ª Temporada (2017)
| N.º | Título                                             | Dirigido por | Escrito por          | Lançamento             |
| --- | -------------------------------------------------- | ------------ | -------------------- | ---------------------- |
| 1   | "#DaJumpoff (DOCTRINE)"                            | Spike Lee    | Spike Lee            | 23 de novembro de 2017 |
| 2   | "#BootyFull (SELF ACCEPTANCE)"                     | Spike Lee    | Radha Blank          | 23 de novembro de 2017 |
| 3   | "#LBD (LITTLE BLACK DRESS)"                        | Spike Lee    | Lynn Nottage         | 23 de novembro de 2017 |
| 4   | "#LuvIzLuv (SEXUALITY IS FLUID)"                   | Spike Lee    | Eisa Davis           | 23 de novembro de 2017 |
| 5   | "#4MyNegusAndMyBishes (ALL WORDS MATTER)"          | Spike Lee    | Barry Michael Cooper | 23 de novembro de 2017 |
| 6   | "#HeGotItAllMixedUp (DYSLEXIA)"                    | Spike Lee    | Cinqué Lee           | 23 de novembro de 2017 |
| 7   | "#HowToMakeLoveToANegroWithoutGettingTired"        | Spike Lee    | Joie Lee             | 23 de novembro de 2017 |
| 8   | "#LoveDontPayDaRent (IF YOU DON’T KNOW ME BY NOW)" | Spike Lee    | Barry Michael Cooper | 23 de novembro de 2017 |
| 9   | "#ChangeGonCome (GENTRIFICATION)"                  | Spike Lee    | Radha Blank          | 23 de novembro de 2017 |
| 10  | "#NolasChoice (3 DA HARD WAY)"                     | Spike Lee    | Spike Lee            | 23 de novembro de 2017 |

### 2.ª Temporada (2019)
| N.º | Título                                 | Dirigido por | Escrito por          | Lançamento         |
| --- | -------------------------------------- | ------------ | -------------------- | ------------------ |
| 1   | "#I'mFeelingMyFeelings"                | Spike Lee    | ASA                  | 24 de maio de 2019 |
| 2   | "#ConeyIslandIsTheEndOfTheLine"        | Spike Lee    | Cinqué Lee           | 24 de maio de 2019 |
| 3   | "#LuvStings"                           | Spike Lee    | Jocelyn Bioh         | 24 de maio de 2019 |
| 4   | "#NationTime"                          | Spike Lee    | Radha Blank          | 24 de maio de 2019 |
| 5   | "#SuperFunkyCaliFragiSexy"             | Spike Lee    | Barry Michael Cooper | 24 de maio de 2019 |
| 6   | "#WhenYourChickensComeHometoRoost"     | Spike Lee    | Antoinette Nwandu    | 24 de maio de 2019 |
| 7   | "#OhJudoKnow?"                         | Spike Lee    | Lemon Andersen       | 24 de maio de 2019 |
| 8   | "#OnTheComeUpTheComeDown&TheComeRound" | Spike Lee    | Joei Lee             | 24 de maio de 2019 |
| 9   | "#IAmYourMirror"                       | Spike Lee    | Eisa Davis           | 24 de maio de 2019 |

## Recepção
She's Gotta Have It recebeu críticas positivas dos críticos.  Desde janeiro de 2019, a série detém uma pontuação de 77 de 100 no agregador de revisão Metacritic com base em 16 críticos, indicando "críticas geralmente favoráveis"  No Rotten Tomatoes, possui uma classificação de 88% de "Certificado Fresco" com base em 56 avaliações, com uma classificação média de 7,94/10. O consenso do site aponta: "Divertido, fascinante e feminista, o clássico de Spike Lee nasceu de novo para uma nova geração."